# Fendeille
Fendeille – miejscowość i gmina we Francji, w regionie Oksytania, w departamencie Aude.
Według danych z roku 1990, gminę zamieszkiwało 356 osób, a gęstość zaludnienia wynosiła 50 osób/km² (wśród 1545 gmin Langwedocji-Roussillon Fendeille plasuje się na 591. miejscu pod względem liczby ludności, natomiast pod względem powierzchni na miejscu 896.).